# Salmanaser IV
Salmanaser IV foi rei da Assíria de 781 a 772 a.C., foi filho e sucessor de Adadenirari III e foi sucedido por seu irmão Assurdã III.

## Reinado
Durante seu reinado a Assíria entrou em conflito com Urartu, um reino ao norte da Assíria, e sobre o qual há uma inscrição de Adadenirari III, se gabando de que havia submetido o reino. Donald A. Mackenzie, porém, acredita que Adadenirari havia apenas impedido a expansão ao sul deste reino. Urartu era, como Mitani, uma aristocracia militar, unida pela conquista de tribos ao norte da Assíria que estes incluíam como parte de seu império. Eles incorporaram elementos da cultura assíria, e usavam as letras assírias em suas inscrições. O nome do seu deus era Caldis, e se chamavam a sua nação de Caldia.
Durante o reinado de Adadenirari, Argistis sucedeu a seu pai Menuas como rei de Urartu, e atacou o norte da Assíria. Por três anos (781- 778 a.C.), o general de Salmanaser IV, Samsilu, lutou contra Urartu, e mais duas campanhas, em 776 a.C. e 774 a.C., foram feitas para tentar conter a expansão ao sul de Urartu, porém em várias ocasiões os assírios foram derrotados e forçados a recuar. A lista dos magistrados epônimos da Assíria menciona os conflitos contra Urartu, nos quatro anos (781/780 a 778/777) nomeados, respectivamente, a Salmanaser, Samsilu, o comandante-em-chefe, Marduque-Remani, o copeiro e Beleser, o porta-voz, no ano 776/775, nomeado a Panassurlamur, governador de Assur e no ano 774/773, nomeado a Ištar-duri, governador de Nísibis.
A perda de prestígio da Assíria levou a revolta em Damasco e a grandes distúrbios no norte da Síria. A campanha contra Damasco ocorreu no ano 773/772, nomeado a Manuquiadade, governador de Racmate. Foi neste cenário de dificuldades que o sucessor de Salmanaser, Assurdã III, assumiu o trono.